# Stratégie marketing
Pour les articles homonymes, voir stratégie (homonymie).
Une stratégie marketing est une démarche d’étude et de réflexion dont le but serait de s'approcher au plus près de l’adéquation offre-demande.
Cette démarche s'inscrit au sein de la stratégie de l'entreprise ou de plans marketing d'organisations.
Il s'agit pour l'entreprise de viser à augmenter le chiffre d'affaires, les parts de marché et la permanence des clients par différenciation, motivation ou adaptation de l'offre solvable augmentant ainsi les économies d'échelle.
Dans ce cadre, le marketing stratégique, composante de la stratégie marketing, s'assure auprès des autres fonctions clés de l'entreprise (gestion de la qualité, logistique, management du système d'information, gestion des ressources humaines) de la faisabilité de l'offre.
La stratégie marketing se confond souvent avec la stratégie d'entreprise notamment dans les organisations faisant appel à un nombre restreint de métiers (de DAS) et négocie ainsi directement l'optimisation des synergies (ou flexibilité) de l'organisation et la rentabilité attendue par le service financier.
En fait, elle se résume souvent à l'élaboration d'un marketing-mix dont la cible désignée est le client.

## Démarche
Cette démarche s'opère en trois phases, à savoir : la Segmentation, le Ciblage et le Positionnement qui correspondent aux trois phases SCP ou STP pour Segmenting, Targeting, Positioning du Framework de Dawn Iacobucci

### Segmentation du marché
La segmentation d'un marché est une technique marketing qui consiste à subdiviser un marché selon divers critères.
Il s'agit ensuite de créer une représentation d'un groupe de consommateurs partageant certains critères en commun qui peuvent être d'ordre géographique, psychologique, ethnique, culturel, démographique… L'objectif est de pouvoir ensuite définir un produit de sorte à le rendre attractif à un groupe de consommateurs. Les sous-groupes doivent être définis et identifiés afin d'être homogènes, mesurables, accessibles, substantiels et pertinents.

### Ciblage (targeting) des couples produit-marché
Le ciblage consiste à choisir le ou les segments d'une population (voir segmentation) susceptibles d'acheter un produit. Cette phase permet de faire une évaluation de l'intérêt relatif de chaque segment pour le produit ou le service. Pour finir, cela permet à l'entreprise de choisir quel(s) segment(s) elle peut cibler en fonction de ses produits, et en fonction de la rentabilité escomptée.

### Positionnement
Dans un premier temps, il s’agit d'identifier les spécificités d'une entreprise, d'une enseigne, d'un produit ou d'un service qui permettent une différenciation avec la concurrence.
Dans un second temps, le positionnement consiste à définir les caractéristiques et spécificités que l'on souhaite octroyer au produit, à la marque ou à l’entreprise afin de se différencier sur le marché.
Le positionnement par différenciation permet à un produit d'être perçu comme unique vis-à-vis d'un groupe de consommateurs (voir segmentation).

## Enjeux (contraintes)
Pour le marketing managérial, la stratégie marketing a pour objet d'assurer à long terme le développement des ventes rentables (satisfaisant ainsi les apporteurs de capitaux) et de couvrir les frais fixes de l'entreprise permettant ainsi de générer des économies d'échelle (assurant la survie de l'entreprise). Orientée Client, cette stratégie fondamentale pour l'entreprise s'insère aussi dans la politique générale de l'entreprise qui prend aussi compte de l'organisation (gestion de la qualité dont système d'information, logistique et gestion des ressources humaines) générant des synergies ou de la flexibilité.
La stratégie marketing sera appliquée par le plan marketing (tactique de moyen terme du marketing opérationnel).
La stratégie marketing se concrétise normalement par l'écriture d'un plan marketing. Selon Philippe Villemus, « le plan marketing est un document composé de l'analyse de la situation marketing actuelle, des menaces et des opportunités du marché, des forces et faiblesses de l'entreprise, des objectifs, de la stratégie et des actions marketing chiffrées, programmées, budgétées et responsabilisées ».
La stratégie marketing vise à concilier quatre sous-objectifs tactiques : la rentabilité, la solvabilité, l'autonomie et la croissance.

## Objectif
L'objectif d'une stratégie marketing est de déterminer la structure, la taille et les tendances de la population ciblée.
Elle permet en outre de choisir le positionnement de l'entreprise. En effet grâce aux techniques marketing, on peut préciser les objectifs à atteindre en matière de chiffre d'affaires sur le long ou le court terme.

## Caractéristiques principales
Pour le marketing-management la stratégie marketing est arbitrairement structurée par l'usage en 3 parties. Après une analyse de l'environnement (1) et la déduction d'objectifs stratégiques et opérationnels, il est possible de déterminer des priorités (options stratégiques fondamentale de marketing) (2) qui permettent de sélectionner les priorités du marketing-mix du marketing opérationnel (3).
- L'analyse stratégique commence dans un premier temps par une analyse interne (capacités de l'entreprise : moyens humains et financiers, image de marque) et externe (ressources requises par chaque segment, rentabilité de chaque segment, force de la concurrence, législation…) de l'entreprise. Il sera nécessaire d'utiliser une liste d'indicateurs objectifs et pertinents lors de cette analyse préalable. Il sera alors possible de réaliser un premier diagnostic qui peut se présenter par exemple sous la forme d'une matrice SWOT, permettant ainsi de fixer les grands objectifs (exemple : devenir leader, coleader, challenger ou spécialiste). Ce concept d'objectif (d'options) est plus ou moins large en fonction des auteurs. Certains réduisent la phase de synthèse avant les 4P à une phase (le positionnement), ce qui a le mérite de la simplicité, mais peut finalement réduire le champ des possibilités.

- Dans un second temps, il faut donc déterminer ces objectifs, les options stratégiques fondamentales, qui sont d'abord une segmentation du marché (une cible). Il s'agit d'identifier sur le marché des groupes de consommateurs ayant les mêmes attentes vis-à-vis du produit et devant donc réagir de la même manière à une même stimulation marketing. Ainsi qu'un positionnement déterminé par ce ciblage. Il s'agit, parmi les segments définis d'en choisir un ou plusieurs que l'entreprise va tenter de satisfaire par la crédibilité d'une formule de l'offre. Enfin, aussi l'image de marque visée et les sources de volume de vente qui expliquent à quoi va s'attaquer la stratégie (un concurrent direct, un produit de substitution...). Ces diverses options doivent former un ensemble cohérent et permettre de déterminer le choix des priorités en utilisant un tableau de pondération à inventer à chaque cas (marché, produits et source de volume) et des leviers d'action de la stratégie.

- Ces leviers à formuler clairement pour le marketing opérationnel sont les 4 axes du mix-marketing : prix, produit, place (distribution), promotion (communication)[4]. Ce sont des grands axes à suivre définis de manière arbitraire et dont l'investissement peut être inégal. Investir en communication implique de ne pas diminuer par exemple exagérément les prix pour rester efficient. Ces leviers doivent être donc globalement cohérents. Ils doivent s'adapter au marché et à l'entreprise. Ils doivent toujours chercher à permettre à l'entreprise d'obtenir une supériorité (un avantage concurrentiel) et une cohérence avec le positionnement. La formulation de cette stratégie doit aussi chercher à avoir comme qualité d'être sure en matière de prévision.

Les actions du marketing stratégique peuvent donc se diviser en trois phases, présentées conceptuellement comme des phases successives, mais pas forcément consécutives dans la pratique (il y a souvent des chevauchements ou des retours en arrière).

## Efficacité
Alors que la vision et la mission fournissent la structure, « les objectifs définissent les tâches dans le cadre de la mission, qui, une fois atteintes, devraient faire progresser l’organisation vers la réalisation de cette mission». Les objectifs sont des résultats primaires généraux, tandis que les tâches sont des étapes mesurables entreprises pour atteindre un objectif ou une stratégie,. Les managers fixent généralement des objectifs en utilisant une approche équilibrée des indicateurs,,. Cela signifie que les objectifs n’incluent pas uniquement les résultats financiers souhaités, mais définissent également des indicateurs de performance pour les clients (par exemple, satisfaction, fidélité, revisite), les processus internes (par exemple, satisfaction des employés, productivité) et les activités d’innovation et d’amélioration. 
L’efficacité de la stratégie marketing et des actions menées dans ce cadre est déterminée à l’aide d’un ensemble d’indicateurs. Par exemple, le taux de conversion est un indicateur clé de performance (KPI) qui mesure l’efficacité d’une action marketing ou commerciale. Il indique le pourcentage d’utilisateurs ayant réalisé une action spécifique, telle qu’un achat, une inscription ou un téléchargement de contenu. Le processus d’amélioration du taux de conversion s’appelle l’optimisation du taux de conversion. Cependant, différents sites peuvent considérer une « conversion » comme un résultat autre qu’une vente. Supposons qu’un client ait abandonné son panier en ligne. L’entreprise peut proposer une offre spéciale, par exemple la livraison gratuite, afin de transformer le visiteur en client payant. L’entreprise peut également tenter de récupérer le client par le biais d’une interaction en ligne, comme un chat proactif, pour tenter d’aider le client durant le processus d’achat,.
Les indicateurs sont collectés et analysés dans le cadre des études marketing — un processus systématique d’analyse des données qui comprend la réalisation d’enquêtes pour soutenir les activités marketing et l’interprétation statistique des données en informations.